# Lokina wuyi
Espèce
Lokina wuyi est une espèce d'araignées aranéomorphes de la famille des Salticidae.

## Distribution
Cette espèce est endémique du Fujian en Chine,. Elle se rencontre vers Wuyishan.

## Description
La carapace du mâle holotype mesure 1,65 mm et l'abdomen 1,61 mm.

## Systématique et taxinomie
Cette espèce a été décrite par Yu et Zhang en 2023.

## Étymologie
Son nom d'espèce lui a été donné en référence au lieu de sa découverte, Wuyishan.

## Publication originale
- Yu, Wang, Maddison & Zhang, 2023 : « Two new genera of Euophryini from southern China and Malaysia (Araneae, Salticidae, Salticinae). » Zootaxa, no 5231(3), p. 201-248.